# Piedras Verdes
Piedras Verdes är en ort i Mexiko.   Den ligger i kommunen Urique och delstaten Chihuahua, i den nordvästra delen av landet, 1 200 km nordväst om huvudstaden Mexico City. Piedras Verdes ligger 1 950 meter över havet och antalet invånare är 253.
Terrängen runt Piedras Verdes är bergig åt sydost, men åt nordväst är den kuperad. Runt Piedras Verdes är det glesbefolkat, med 8 invånare per kvadratkilometer. Närmaste större samhälle är Urique, 13,9 km nordost om Piedras Verdes. I omgivningarna runt Piedras Verdes växer huvudsakligen savannskog.